# Temple d'A-Ma

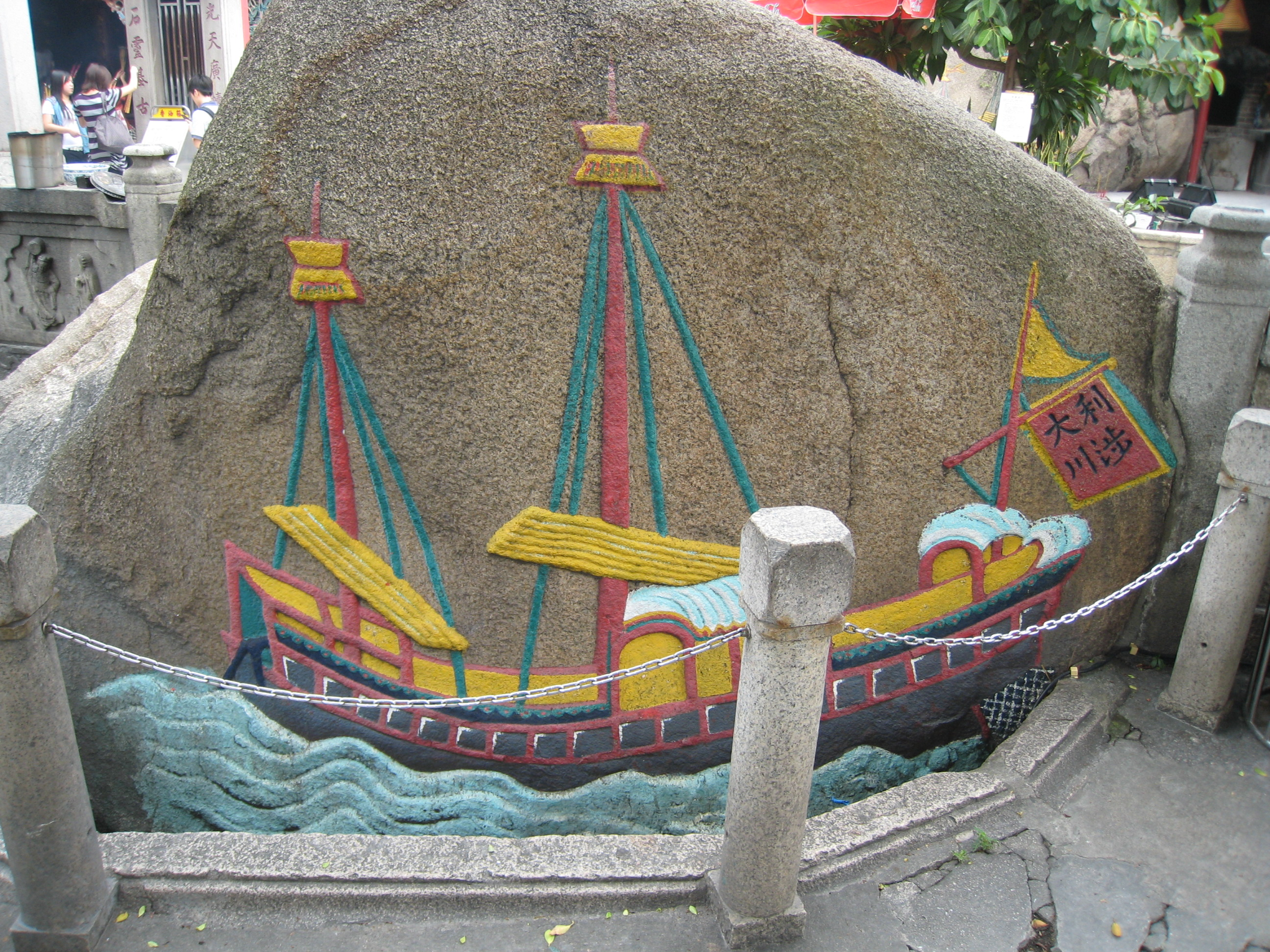
Une peinture établie sur un rocher dans le temple. On pense que ce bateau était détenu par un explorateur européen

Le temple d'A-Ma (en chinois : 媽閣廟) est un édifice religieux traditionnel chinois situé à Macao, en république populaire de Chine.

## Situation
Le temple s'élève à l'entrée du port intérieur à l'extrémité sud de la péninsule de Macao, au milieu du versant ouest de la colline de la Barra, dans la freguesia de São Lourenço.

## Histoire
Le temple existait déjà avant la création de la ville de Macao. On suppose qu'il été construit par des pêcheurs chinois résidents à Macao au XVe siècle afin d'honorer et d'adorer la déesse Mazu, aussi appelée « A-Ma », ou « Tin Hau » (Tianhou, déesse du ciel). Cette divinité de la religion traditionnelle chinoise et du taoïsme est très vénérée à Taïwan, dans le sud de la Chine continentale et dans différentes parties de l'Asie du Sud-Est et est considérée comme la protectrice des pêcheurs et des marins. On pense que les premiers Portugais ont débarqué à Macao, probablement au cours de l'année 1554 ou 1557, à l'entrée du port intérieur, également appelé par les pêcheurs chinois « baie d'A-Ma ». Selon des légendes du XVIe siècle, le nom de la ville dérive précisément du mot cantonais A-Ma-Gau, qui signifie littéralement « baie d'A-Ma ».
Le temple d'A-Ma est inclus dans la liste des monuments du Centre historique de Macao, elle-même incluse dans la liste du patrimoine mondial de l'UNESCO. On considère que ce temple est le symbole de la culture chinoise à Macao.

## Architecture
Il comprend le pavillon du Portique, l'arche mémorial, le pavillon des Prières, le pavillon de la Bienveillance, le pavillon Guanyin et le pavillon bouddhiste « Zhengjiao Chanlin », chacun disposé de façon harmonieuse avec son environnement naturel qui contribue à la beauté de l'ensemble.
Chaque pavillon est consacré à l'adoration d'une divinité chinoise, ce qui fait que ce temple est un exemple unique des diverses influences de la culture chinoise, par le biais du taoïsme, confucianisme, bouddhisme et les diverses croyances populaires.
Les pavillons datent de différentes époques, la configuration actuelle datant de 1828.
Le pavillon des Prières, également connu sous le nom de « Premier palais de la montagne sacrée », a été construit en granit en 1605, et restauré en 1828, comme l'indique une pancarte en bois à l'entrée. Ce pavillon, avec un toit vert, des gouttières décorés avec des pointes relevés et des fenêtres avec des grillages, est dédié à la déesse des navigateurs, Tian Hou.
Le pavillon de la Bienveillance possède un toit vert, semblable à celui des prières, date de 1488, on pense qu'il appartient à la structure originale du temple. Au cours de sa construction, on utilisa du granit mais aussi des briques. Il s'agit d'un pavillon de plus petites dimensions, profitant de la pente naturelle de la colline Barra.
Un peu plus haut sur la même colline se trouve le pavillon Guanyin construit en brique. La date de construction de ce pavillon est inconnue, mais l'on connaît la date de sa restauration qui s'est achevée en 1828 comme l'indique une pancarte en bois à l'entrée.
Le pavillon bouddhiste a été également restauré en 1828. Il est plus grand et plus raffiné en ce qui concerne l'architecture. Il possède un sanctuaire dédié à la déesse des navigateurs, avec une structure de quatre piliers, ainsi que d'une zone de repli. La façade est décorée avec une porte en forme de lune, avec des sculptures de différentes couleurs.
Le pavillon du Portique a été construit en granite, avec environ quatre mètres et demi de hauteur. Il possède des décorations représentant des animaux en céramique dans les gouttières du toit et des points relevées par ailleurs. Près de la porte principale, gardée par une paire de lions en pierre, on trouve l'arche mémorial qui conduit les croyants au pavillon des Prières, qui est en face du pavillon de la Bienveillance. L'arche et ces trois pavillons, sont alignés sur le même axe.

## Curiosités
- Près de l'entrée du temple dans la cour, des pétards sont brûlés pour accueillir les visiteurs et éloigner les mauvais esprits ;
- Les week-ends, il y a des danses du lion ;
- Un festival est organisé, dédié à A-Ma le 23e jour de la 3e lune (en avril ou en mai).